# Andrew Robinson
Andrew Jordt Robinson (n. 14 februarie 1942, New York City, New York, SUA) este un actor de personaj american și fostul director al programului de master în arte frumoase⁠(d) din cadrul Universității Californiei de Sud. Inițial actor de scenă, acesta a apărut în roluri secundare atât în seriale de televiziune, cât și în filme cu buget redus. A ajuns cunoscut datorită următoarelor roluri: criminalul în serie⁠(d) Scorpion în filmul Inspectorul Harry (1971), Larry Cotton în filmul de groază Hellraiser (1987) și Elim Garak⁠(d) în serialul Star Trek: Deep Space Nine (1993–1999). Acesta și soția sa, Irene, au împreună o fiica - actrița Rachel Robinson - care a avut un rol în episodul „The Visitor⁠(d)” în Deep Space Nine.

## Biografie
Robinson s-a născut în New York City. Al doilea său prenume, Jordt, a apărut în genericul proiectelor sale abia din 1996, odată cu episodul „Body Parts⁠(d)” al Deep Space Nine. Tatăl său a fost soldat în al Doilea Război Mondial și a fost ucis când Robinson avea trei ani. După moartea tatălui său, el și mama sa s-au mutat la Hartford, Connecticut. Delicvent în copilărie, Robinson a fost trimis la St. Andrew's School⁠(d), un internat din Rhode Island.
După ce a absolvit liceul, Robinson a urmat Universitatea din New Hampshire⁠(d). După ce a pichetat⁠(d) programul Reserve Officers' Training Corps⁠(d), diploma i-a fost reținută de universitate, motiv pentru care s-a transferat la The New School for Social Research⁠(d) din New York și a obținut o licență în limba engleză. La început și-a dorit să devină jurnalist, dar a ales actoria după ce a obținut o bursă Fullbright⁠(d). După absolvire, a fost admis la London Academy of Music and Dramatic Art⁠(d).

## Cariera
Primele sale roluri profesioniste au fost pe scenă, acesta fiind dramaturg în New York. Primul său rol a fost în piesa de teatru MacBird!⁠(d). A continuat să apară în producții din America de Nord și Europa, inclusiv în Woyzeck, Futz, The Young Master Dante și The Cannibals. În 1969, a obținut primul său rol de televiziune în serialul N.Y.P.D.⁠(d), la vârsta de 26 de ani.

### Inspectorul Harry
A debutat în film cu rolul din Dirty Harry în 1971. Don Siegel⁠(d), regizorul filmului, și Clint Eastwood l-au ales pe Robinson după ce l-au văzut pe scenă în Idiotul lui Fiodor Dostoievski. Robinson a interpretat rolul criminalului Scorpion, antagonistul filmului. Personajul său a fost influențat de ucigașul Zodiac, iar Robinson a adoptat numeroase trăsături ale personalității criminalului, printre care umorul negru și tendința sadică⁠(d) de a-i provoca pe investigatori. În film, personajul său ucide o tânără, un băiat de 10 ani, o adolescentă și un ofițer de poliție. Interpretarea sa a fost atât de convingătoare încât a primit amenințări cu moartea după lansarea filmului. Regizorul Don Siegel i-a oferit rolul deoarece avea chipul unui „băiat de cor”.
Reacțiile față de interpretarea lui Robinson au fost în general pozitive. Box Office Magazine a menționat că: „Andy Robinson este Scorpionul maniacal... un amestec potrivit de viclenie și sălbăticie”. Deși a intrat în atenția publicului cinefil cu rolul său, acesta a început să primească numeroase roluri în care interpreta personaje „psihopatice”. Robinson a declarat că rolul i-a redus drastic șansele de a interpreta alte tipuri de personaje, regizorii fiind reticenți în a-i acorda rolurile unor personaje pozitive. Alte roluri cunoscute includ frizerul dement în Jucăria 3 (1991) și Frank Cotton în Hellraiser (1987), primul său rol principal într-un lungmetraj.

### Film și televiziune (1971-1992)
Robinson a jucat în Charley Varrick⁠(d) (1973), film regizat de Don Siegel, împreună cu Walter Matthau. Acesta l-a interpretat pe Frank Ryan⁠(d) în telenovela Ryan's Hope⁠(d) (1976-1978), rol pentru care a primit o nominalizare la premiile Daytime Emmy Awards⁠(d). Robinson a avut numeroase roluri episodice în diverse seriale e televiziune, inclusiv în miniseria Once an Eagle⁠(d). Filmografia sa include roluri în Bonanza, Marcus Welby, MD, Kung Fu, Ironside, The Rookies, SWAT, The Streets of San Francisco, Kojak, The Incredible Hulk, CHiPs, Mrs. Columbo, Barnaby Jones, Vega$, Falcon Crest, Cel mai mare erou american, Ducii de Hazzard, Hart to Hart, The A-Team, Matt Houston, Moonlighting, LA Law, Matlock, Law & Order, Walker, polițist texan, Verdict crimă, Dosarele X, Practica și Without a Trace.

## Filmografie

### Filme
| An   | Film                          | Rol                         | Note          |
| ---- | ----------------------------- | --------------------------- | ------------- |
| 1971 | Dirty Harry                   | The Scorpio Killer          | Andy Robinson |
| 1973 | Charley Varrick               | Harman Sullivan             |               |
| 1975 | The Drowning Pool             | Pat Reavis                  |               |
| 1975 | A Woman for All Men           | Steve McCoy                 |               |
| 1975 | Mackintosh and T.J.           | Coley                       |               |
| 1985 | Mask                          | Dr. Vinton                  |               |
| 1986 | Cobra                         | Detective Monte             |               |
| 1987 | Hellraiser                    | Larry Cotton / Frank Cotton |               |
| 1987 | The Verne Miller Story        | Charles "Pretty Boy" Floyd  |               |
| 1988 | Shoot to Kill                 | Harvey                      |               |
| 1990 | Fatal Charm                   | Sheriff Harry Childs        |               |
| 1991 | Child's Play 3                | Sergeant Botnick            |               |
| 1991 | Prime Target                  | Commissioner                |               |
| 1992 | Trancers III                  | Colonel Daddy Muthuh        |               |
| 1994 | Pumpkinhead II: Blood Wings   | Sheriff Sean Braddock       |               |
| 1994 | There Goes My Baby            | Frank                       |               |
| 1994 | The Puppet Masters            | Hawthorne                   |               |
| 1998 | Running Woman                 | Captain Don Gibbs           |               |
| 1998 | Archibald the Rainbow Painter | The Super Super             |               |
| 2003 | The Making of Daniel Boone    | Timothy Flint               |               |
| 2004 | Homeland Security             | Senator                     |               |
| 2005 | A Question of Loyalty         | Dr. Albert Krentz           | Scrutmetraj   |

### Seriale
| An         | Serial                         | Rol                   | Note                                                             |
| ---------- | ------------------------------ | --------------------- | ---------------------------------------------------------------- |
| 1972       | Bonanza                        | John Harper           | Episode 1: "Forever" (as Andy Robinson)                          |
| 1972       | The Rookies                    | Lee Borden            | Episode 10: "To Taste of Terror" (as Andy Robinson)              |
| 1974       | Marcus Welby, M.D.             | Chris Bakewell        | Episode 17: "Each Day a Miracle"                                 |
| 1974       | Ironside                       | David Cutter          | Episode 21: "Come Eleven, Come Twelve"                           |
| 1974       | The Family Kovack              | Butch Kovack          | TV movie                                                         |
| 1975       | Kojak                          | Leon                  | Episode 24: "I Want To Report A Dream"                           |
| 1975       | The Streets of San Francisco   | Archie Kimbro         | Episode 13: "Spooks For Sale"                                    |
| 1976       | S.W.A.T.                       | Edward Stillman       | Episode 22: "Any Second Now"                                     |
| 1976       | Once an Eagle                  | Reb Rayburne          | TV miniseries                                                    |
| 1976–1978  | Ryan's Hope                    | Frank Ryan #2         | Daytime Emmy nomination                                          |
| 1976–1980  | Barnaby Jones                  | Various Characters    | Recurring                                                        |
| 1977       | The Streets of San Francisco   | Ron Maguire           | Season 5 Episode 13: "The Cannibals"                             |
| 1978       | The Incredible Hulk            | Dr. Stan Rhodes       | Season 1 Episode 10: "Life and Death"                            |
| 1978       | The Eddie Capra Mysteries      | Greg Chandler         | Season 1 Episode 4: "Murder on the Flip Side"                    |
| 1979       | From Here to Eternity          | Sergeant Maylon Stark | TV miniseries                                                    |
| 1979       | Chips                          | Bill Clayton          | Season 3 Episode 8: "Hot Wheels"                                 |
| 1980       | Vega$                          | Derek Razzio          | Recurring                                                        |
| 1980       | The Dukes of Hazzard           | Billy Joe Billings    |                                                                  |
| 1980-1983  | Hart to Hart                   | Mike                  | Season 2 Episode 3 & Season 4 Episode 12                         |
| 1983       | The A-Team                     | Jackson               | Season 1 Episode 13: "The Beast from the Belly of a Boeing"      |
| 1983       | The A-Team                     | Deputy Rance          | Season 2 Episode 12: "The White Ballot"                          |
| 1985       | Not My Kid                     | Dr. Royce             | TV movie                                                         |
| 1985       | The Atlanta Child Murders      | Jack Mallard          | Television miniseries                                            |
| 1986       | The New Twilight Zone          | John F. Kennedy       | Episode #20-1 "Profile in Silver"                                |
| 1987       | The New Twilight Zone          | Mr. Williams          | Episode #33-3 "Private Channel"                                  |
| 1988       | Liberace                       | Liberace              | Made-for-television film                                         |
| 1989       | Moonlighting (TV series)       | Leslie Hunziger       | Season 5 Episode 4 "Plastic Fantastic Lovers"                    |
| 1990       | Matlock                        | Stanley Hayden        | "The Broker"                                                     |
| 1991       | Rock Hudson                    | Henry Willson         | Made-for-television film                                         |
| 1991       | Matlock                        | Frank Hayes           | Season 6 Episode 9 "The Defense"                                 |
| 1992       | Law & Order                    | Phillip Mariietta     | Season 3 Episode 10 "Consultation"                               |
| 1993       | Murder, She Wrote              | Ambrosse              | Season 10 Episode 205 "A Killing in Cork"                        |
| 1993       | Walker, Texas Ranger           | Congressman Leo Cabe  | Season 1 Episode 3 "A Shadow in the Night"                       |
| 1993–1999  | Star Trek: Deep Space Nine     | Garak                 | 37 episodes                                                      |
| 1994       | M.A.N.T.I.S.                   | Solomon Box           | Recurring                                                        |
| 1994       | Wings                          | Michael Foster        | Season 7, Episode 4 "The Person Formerly Known as Lowell Mather" |
| 1994       | Murder, She Wrote              | James Harris          | Season 11 Episode 230 "An Egg to Die For"                        |
| 1999, 2004 | JAG                            | Admiral Thomas Kly    | Recurring                                                        |
| 1997–1998  | Star Trek: Voyager             | -                     | Directed two episodes                                            |
| 1999       | The X-Files                    | Dr. Ian Detweiler     | Season 6, Episode 16 "Alpha"                                     |
| 1999–2005  | Judging Amy                    | Daniel McGill         | Directed seven episodes                                          |
| 2002       | Presidio Med                   | Jesse                 | Recurring                                                        |
| 2004       | Without a Trace                | Carl Monroe           | Season 3, Episode 4 "Upstairs Downstairs"                        |
| 2004       | The Practice                   | Edmond Solomon        | Season 8, Episode 19 "The Firm"                                  |
| 2016       | The Metropolitan Opera HD Live | Three Masks           | Episode: "Puccini: Turandot "                                    |
| 2021       | Dota: Dragon's Blood           | Indrak                | Season 1 Episode 5 "The Fire Sermon"                             |